# 乌鲁卡基那
乌鲁卡基那是苏美尔城邦拉格什的统治者。在位7年（前2378年至前2371年）。

## 生平
乌鲁卡基那的前任国王卢伽尔兰达与祭司阶层决裂，将神庙财产收归王室，同时对其征收重税。又不断对下层群众进行压榨，致使社会矛盾加剧。约在位6年后为贵族乌鲁卡基那所推翻。
乌鲁卡基那在位期间进行了一系列的改革。其内容有：
1. 撤销遍布全国的监督和税吏；
2. 减轻死者家属所付的殡葬费；
3. 保护普通士兵的财富；
4. 恢复神庙财产并废除神庙的纳税义务；
5. 禁止以人身保证作为借贷条件；
6. 禁止官员用贱价强买平民的房屋、牲畜；
7. 禁止侵犯别人的住宅；
8. 禁止劫掠、残杀、暴利和欺凌孤寡等等。

改革的意义是，打击了贵族寡头势力，满足了平民的某些要求，恢复了一些公民的基本权力，使全国公民人数增加了十倍，达到三万六千人，地位也有所改变。但这些改革却引起本国显贵和其他城邦奴隶主贵族的不满和敌视。
改革的结果在乌鲁卡基那在位第七年被推翻，改革终止。